# Аржадеєво
Аржаде́єво (рос. Аржадеево, ерз. Оржаньбуе) — село у складі Великоігнатовського району Мордовії, Росія. Входить до складу Старочамзінського сільського поселення.
Населення — 176 осіб (2010; 202 у 2002).
Національний склад (станом на 2002 рік):
- ерзя — 96 %

В селі народися герой Радянського Союзу Бахарев Василь Никифорович (1909-1985).